# Capela do Alto Alegre
Capela do Alto Alegre es un municipio brasileño del estado de Bahía. Fue fundada el 17 de abril de 1912, teniendo como marco de fundación la primera misa rezada por el padre Manoel Maria, Párroco de Mairi. 

## Geografía
El municipio está situado en la Zona Fisiográfica de Feria de Santana. Su sede municipal posee una altitud de 412 m, el punto más alto es de 489m. Posee una topografía ondulada, suave con suelos Solódicos, Eutróficos y suelos Litólicos.
Se localiza en la Cuenca Hidrográfica del Paraguassu, específicamente en la Cuenca Hidrográfica del río Jacuipe. El municipio es cortado por el Acueducto de Sisal, que nace en la Represa del São José do Jacuípe.

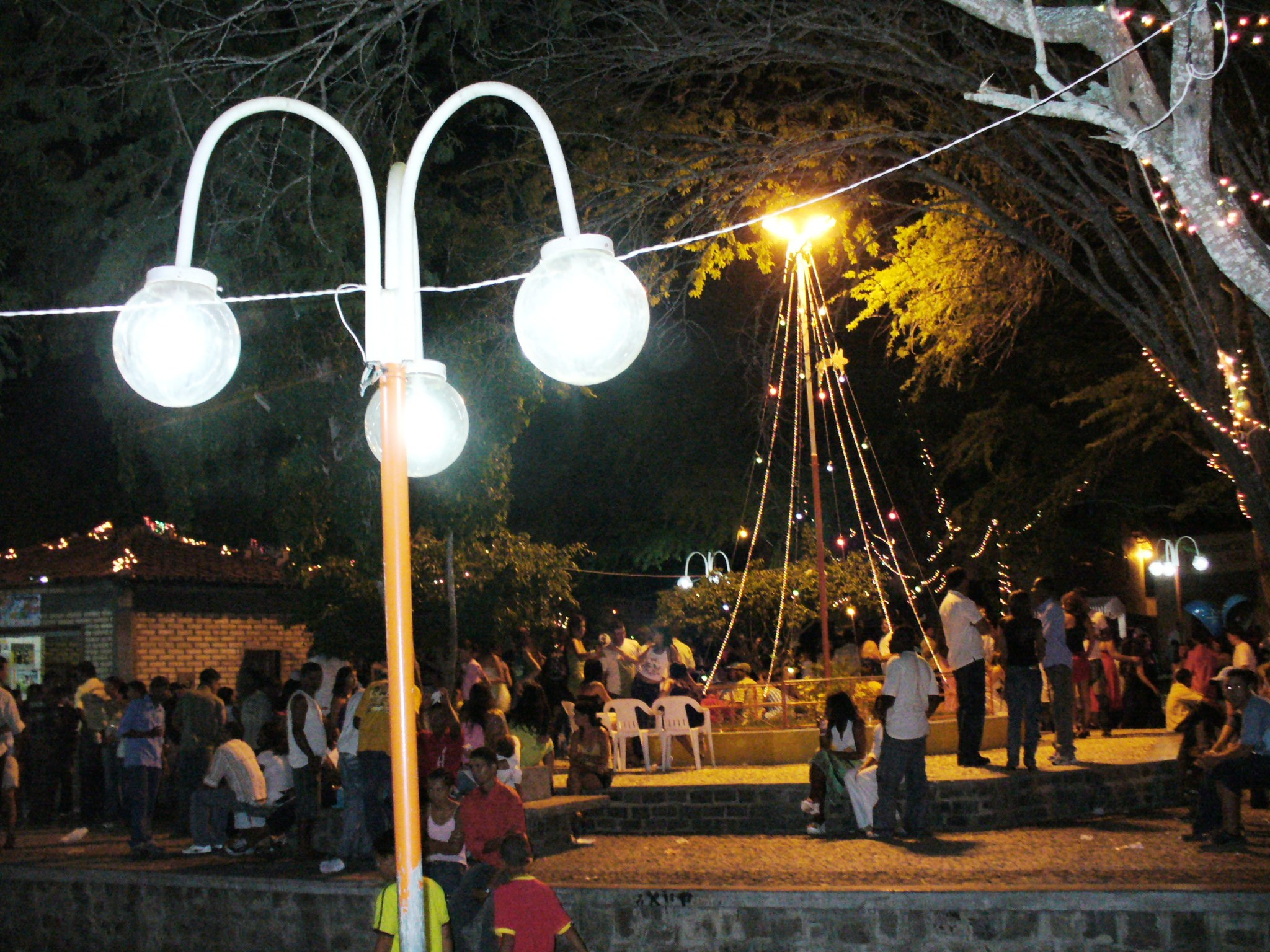
Plaza del Kiosk.